# Under the Bridge
"Under the Bridge" er en sang af det amerikanske rockband Red Hot Chili Peppers. Det er det elvte nummer på gruppens femte studiealbum, Blood Sugar Sex Magik, og den blev udgivet som albummets anden single den 10. marts 1992. Forsangeren Anthony Kiedis skrev teksten for at udtrykke sine følelser af ensomhed og modløshed, og for at reflekterer over narkotika og deres indvirken på livet. Kiedis følte oprindeligt ikke, at "Under the Bridge" ville passe ind i Chili Peppers' repertoire, og han var modvillig overfor at vise den til gruppens øvrige medlemmer, indtil producer Rick Rubin bønfaldt ham om at gøre det. Resten af bandet var lydhøre overfor teksten og skrev musikken.
Sangen blev succes blandt kritikerne og fik også stor kommerciel succes, idet den toppede som nummer to på Billboard Hot 100 og senere blev certificeret platin af Recording Industry Association of America. Singlens succes blev endy større med udgivelsen af den tilhørende musikvideo, der blev spillet meget på musikkanaler. Den vandt "Viewer's Choice Award" og "Breakthrough Video" ved MTV Video Music Awards i 1992.
"Under the Bridge" hjalp Red Hot Chili Peppers med at blive mere mainstream. David Fricke fra Rolling Stone sagde at sangen "uventet sparkede bandet ind i Top 10 10", mens Philip Booth fra The Tampa Tribune kommenterede at den var en "smuk, bølgende [og] nu allestedsnærværende single." Dens succes ledte til dels til at guitaristen John Frusciante forlod bandet, da han foretrak at være medlem af et undergrundsband. Sangen blev en inspiration for andre grupper, og den er en skelsættende del af den alternative rockbevægelse fra starten og midten af 1990'erne.
I 1998 indspillede den britiske pigegruppe All Saints en coverversion af sangen sammen med en coverversion af "Lady Marmalade", som udkom på deres selvbetitlede debutalbum.

## Spor
| - US cassette single (1992) 1. "Under the Bridge" (album version) – 4:24 2. "The Righteous & the Wicked" (album version) – 4:05 - UK 7-inch single (1992) A. "Under the Bridge" (LP version) – 4:34 B. "Give It Away" (single mix) – 4:46 - UK 12-inch single (1992) A1. "Under the Bridge" (LP version) – 4:34 A2. "Search and Destroy" – 3:39 B1. "Soul to Squeeze" – 4:50 B2. "Sikamikanico" – 3:25 - German CD single (1992) 1. "Under the Bridge" (LP version) – 4:34 2. "Sikamikanico" – 3:25 3. "Give It Away" (12-inch mix) – 6:02 4. "Give It Away" (Rasta Mix) – 6:47 | - European 7-inch single (1992) A. "Under the Bridge" – 4:34 B. "Sikamikanico" – 3:25 - UK limited-edition CD single (1994) 1. "Under the Bridge" – 4:34 2. "Sikamikanico" – 3:25 3. "Suck My Kiss" (live) – 3:45 4. "Search and Destroy" – 3:39 - UK maxi-single (1994) 1. "Under the Bridge" – 4:24 2. "Fela's Cock" – 5:10 3. "I Could Have Lied" (live) – 4:33 4. "Give It Away" (in progress) – 4:37 |

## Hitlister
| Hitliste (1992–1994)                             | Højeste placering |
| ------------------------------------------------ | ----------------- |
| Australien (ARIA)                                | 1                 |
| Belgien (Ultratop 50 Flanderen)                  | 1                 |
| Belgium (VRT Top 30 Flanders)                    | 1                 |
| Canada Top Singles (RPM)                         | 3                 |
| Frankrig (SNEP)                                  | 136               |
| Tyskland (Official German Charts)                | 11                |
| Irland (IRMA)                                    | 20                |
| Holland (Dutch Top 40)                           | 1                 |
| Holland (Single Top 100)                         | 1                 |
| New Zealand (RIANZ)                              | 2                 |
| Norge (VG-lista)                                 | 10                |
| Storbritannien Singles (Official Charts Company) | 13                |
| USA Alternative Songs (Billboard)                | 6                 |
| USA Billboard Hot 100                            | 2                 |
| USA Mainstream Rock (Billboard)                  | 2                 |

| Hitliste (1992)                  | Placering |
| -------------------------------- | --------- |
| Australia (ARIA)                 | 9         |
| Belgium (Ultratop 50 Flanders)   | 14        |
| Germany (Official German Charts) | 39        |
| Netherlands (Dutch Top 40)       | 8         |
| Netherlands (Single Top 100)     | 6         |
| New Zealand (Recorded Music NZ)  | 7         |
| US Billboard Hot 100             | 8         |